# Dākleh Sarā
Dākleh Sarā är en ort i Iran.   Den ligger i provinsen Gilan, i den nordvästra delen av landet, 240 km nordväst om huvudstaden Teheran. Dākleh Sarā ligger 116 meter över havet och antalet invånare är 150.
Terrängen runt Dākleh Sarā är kuperad söderut, men norrut är den platt.Runt Dākleh Sarā är det ganska tätbefolkat, med 111 invånare per kvadratkilometer. Närmaste större samhälle är Fūman, 18,0 km nordväst om Dākleh Sarā. I omgivningarna runt Dākleh Sarā växer i huvudsak blandskog.